# میتسویی
گروه میتسویی (به ژاپنی: 三井グループ) یکی از بزرگترین شرکت‌های ژاپنی است، که شرکت‌های تابعه، زیرمجموعه و فرعی آن در حوزه‌های مختلف صنعتی شامل؛ استخراج معادن و فلزات، صنایع نفت و گاز و صنایع پتروشیمی، خدمات مالی، بانکداری و بیمه، صنایع شیمیایی، صنایع غذایی، نساجی و کشاورزی، صنایع خودروسازی و صنایع سنگین، عمده‌فروشی و خرده‌فروشی، خدمات لجستیک و ترابری فعالیت می‌نماید.
شرکت میتسویی در سال ۱۶۷۳ توسط میتسویی تاکاتوشی تأسیس شد و اکنون یکی از بزرگترین شرکت‌های خوشه‌ای ژاپن می‌باشد و از قدیمی‌ترین شرکت‌های جهان به‌شمار می‌آید. شمار بسیاری از بزرگترین شرکت‌های امروز ژاپن که در سطح بین‌المللی نیز مطرح می‌باشند، در گذشته از شرکت‌های زیرمجموعه گروه میتسویی محسوب می‌شدند، که پس از جدایی از این شرکت مستقل شدند، که از آن جمله می‌توان به شرکت‌های: تویوتا، توشیبا، میتسوبیشی، میزوهو بانک، سامانه سخن‌پراکنی توکیو، گروه مالی سومیتومو میتسویی، گروه مالی میتسوبیشی یواف‌جی و فروشگاه ایستان اشاره کرد.